# Constitución rusa de 1918
La Constitución rusa de 1918, que gobernó la República Socialista Federativa Soviética de Rusia (RSFS de Rusia), describía el régimen que asumió el poder en la Revolución de Octubre de 1917. Fue aprobada el 10 de julio de 1918, en el Quinto Congreso Panruso de los Sóviets.
Esta Constitución reconocía informalmente a los trabajadores como los gobernantes de Rusia de acuerdo con el principio de la dictadura del proletariado. También afirmaba que los trabajadores formaban una alianza política con los campesinos, garantizando asimismo la igualdad de derechos entre trabajadores y campesinos. La subordinación práctica de los campesinos frente a los trabajadores urbanos, sin embargo, quedó fijada por la elección de diputados: mientras que los soviets urbanos enviarían un delegado por cada 25 000 electores, los rurales los harían por cada 125 000. Sin embargo, denegaba el derecho a la burguesía o a quienes apoyaran al Ejército Blanco a participar en las elecciones soviéticas o a tener poder político. El texto concedía el derecho a voto a los hombres y mujeres mayores de 18 años que se ganasen el sustento con su trabajo, pero se lo negaba a aquellos que tuviesen trabajadores a su cargo o tuviesen ingresos empresariales —clases medias y altas—.
El poder supremo residía en el Congreso Panruso de los Sóviets, constituido por los representantes de los sóviets (consejos) locales del conjunto de Rusia. El comité director del Congreso de los Sóviets, conocido como el Comité Ejecutivo Central Panruso (VTsIK), actuaba como el «órgano supremo de poder» entre las sesiones del congreso y en tanto que presidencia colectiva del Estado. Es decir, el VTsIK representaba el poder legislativo.
El congreso reconocía al Consejo de Comisarios del Pueblo (Sovnarkom, Sovet naródnyj kommissárov) como el poder ejecutivo o Gobierno y definía sus responsabilidades como la «administración general de los asuntos de Estado» (el Sovnarkom ya había ejercido la autoridad gubernamental desde noviembre de 1917 hasta la adopción de la Constitución de 1918).